# Saint-Vallier (Saona e Loira)
Saint-Vallier è un comune francese di 9 393 abitanti situato nel dipartimento della Saona e Loira nella regione della Borgogna-Franca Contea.

## Società

### Evoluzione demografica
Abitanti censiti